# اچ‌دی ۴۱۱۶۲
اچ‌دی ۴۱۱۶۲ یک ستاره است که در صورت فلکی ارابه‌ران قرار دارد.